# オーガストウォーズ
『オーガストウォーズ』（ロシア語: Август. Восьмого、英語: August Eighth）は、2012年のロシアの戦争アクション映画。監督はジャニック・フェイジエフ、出演はスヴェトラーナ・イワノーワとアルチョム・ファディエフなど。2008年に実際におきた南オセチア紛争を舞台としている。
ロシア軍による全面協力を受けて製作された。

## ストーリー
モスクワで暮らすクセーニアと息子のチョーマ。クセーニアには現在付き合っている恋人がおり、チョーマにも彼を受け入れてもらいたいと思っている。しかしチョーマは、「コスモボーイ」として勇敢なロボットと共に闇の帝王から「魔法の粉」を取り戻すため戦っている、という空想に耽るばかりで、一向に取り合おうとしない。
そんな折、平和維持軍として南オセチアにいる元夫ザウールから、チョーマに自然を楽しんでもらいたいし、近くに住むザウールの両親にも会わせてやりたいので一時預けて欲しいとの話が持ち込まれる。クセーニアは迷いつつもチョーマを送り出し、恋人と二人きりのバカンスへ出かける予定を立てる。彼女は、南オセチアとグルジアの国境付近に軍隊が集結しており、開戦が時間の問題とされていることを知らなかった。
事態を知ったクセーニアはすぐにチョーマを帰すようザウールに電話するが、息子と会ったばかりの彼は反発し受け入れなかった。恋人にも相談をするが、彼はバカンスを優先しようとするばかりか、クセーニアに対して傲慢な態度を取る。見切りをつけたクセーニアは、自ら息子を取り戻すため現地へ向かう。
現地空港近辺は混乱していたが、どうにか目的地へ向かうバスを見つけることができた。しかし山岳地帯を走行中に突如ロケット弾を被弾、バスは大破し、多数の死者が出た。クセーニアは通りかかったロシア軍部隊の車に同乗してツヒンヴァリ市街まで送ってもらうが、彼らと別れたところでグルジア軍による砲撃が始まってしまう。避難する中でザウールと連絡が取れ、彼が自分の両親とチョーマを避難所へ連れていこうとしていることを伝えられ、クセーニアもそこで落ち合うことに。
だがザウール一行は車で出発しようとしたところで戦車と遭遇。ザウールはチョーマを逃した後、自分が平和維持軍であることを戦車に示すが、戦車は砲撃で応じた。父と祖父母が車もろとも吹き飛ばされる一部始終はチョーマにとって、ロボットが闇の帝王に「破壊」されてしまった光景として映っていた。
チョーマとわずかな時間、電話で話すことができたクセーニアは「みんな帝王に殺された」という言葉から危機を察して、避難所を出ることを決心する。そしてジャーナリストの身分証を盗んで手に入れ、軍と同道して前線へ向かう。
一方、家の中に隠れていたチョーマは天井から舞い散る埃をどんな怪我も癒す「魔法の粉」と思い、それを持って戦車に破壊された車へと向かうが、折悪く行われていた銃撃に巻き込まれ、頭部に怪我を負った。
同行していたロシア軍人とグルジア兵との戦いの最中、ロケット弾が近距離で爆発したことにより脳震盪を起こし失神していたクセーニアは民間人が隠れる地下室で目を覚ました。クセーニア自身も全身に痛みを抱えていたが、チョーマが怪我の痛みを訴えるビデオメッセージを携帯電話で見て、「コスモボーイ」宛ての励ましを返信すると、地下室を飛び出していく。単独で街中を移動するところを狙撃兵に狙われるものの、バス大破の際に出会ったロシア軍部隊に再び助けられる。部隊長リョーハ率いる斥候部隊は、民間人救出のためさらに前線へ移動することになっており、どうしても諦めようとしないクセーニアを伴うことになる。
リョーハはクセーニアに対し「足を引っ張れば射殺する」と厳しい態度を見せるが、母との電話では自分が最前線にいることを誤魔化すばかりか、自分の状況より母の健康を案じて慌てるなど情の篤い一面も見せた。彼の発した一言から、自分が失神していた際に救ってくれたのも彼であったことに気づいたクセーニアは「チョーマにもあなたのような人に育ってほしい」と漏らす。
部隊は戦闘を潜り抜け民間人たちの元へ着いたが、救助活動のためそこに留まらざるを得なくなった。リョーハは彼らの護送が終わればクセーニアを必ず目的地まで送り届けると約束するが、事前の情報以上に多数の民間人がいたため時間がかかるとも言い、息子を案じるクセーニアは待つことができなかった。リョーハは地図や無線機に加え、移動ルートや敵の目の誤魔化し方などのアドバイスなどを与え、クセーニアを送り出した。
アドバイスに従ったクセーニアはついにチョーマの元へ辿りつくが、チョーマは朦朧として空想と現実の区別がつかない状態であった。移動のためグルジア軍から車を盗むことに成功するが、追撃を受けながらの逃走となる。そのときチョーマの目には、チョーマのことをコスモボーイと呼んで励ますクセーニアの姿はロボットに、二人の乗る車を攻撃するグルジア軍は、闇の帝王の軍勢として映っている。
反撃攻勢を取ったロシア軍の空爆に助けられ、二人は追っ手を振り切るものの、休憩のため停まったところでグルジア軍兵士に捕まってしまう。「さっさと撃て」という仲間の声を受けながら兵士は銃を向ける。しかし意識を失ったチョーマを救うことに必死なクセーニアの言葉を聞いて、「グルジア軍の車両でロシア軍のほうへ向かっていくのは危険」と述べると、運転を代わって二人を安全な位置まで送り届け、去っていく。治療を受け意識を取り戻したチョーマは、コスモボーイ宛てのおまじないを繰り返すクセーニアに「ロボットの話はもういいよ。パパの話をして」とせがんだ。
元気を取り戻したチョーマとクセーニアが移送ヘリを待つところへ、リョーハが姿を現す。彼は「無線機を返してもらいに」などと言葉を濁しながら別れの挨拶をするに留まったが、やがてクセーニアの家の留守番電話に、リョーハからのメッセージが吹き込まれるのだった。

## キャスト
※括弧内は日本語吹替
- クセーニア  - スヴェトラーナ・イワノーワ（ロシア語版）（佐古真弓）
- リョーハ - マクシム・マトヴェーエフ（ロシア語版）（櫻井トオル）
- ザウール - ユゴール・ベロエフ（ロシア語版）（山岸治雄）
- チョーマ - アルチョム・ファディエフ（里郁美）